# Hipposideros madurae
Hipposideros madurae — є одним з видів кажанів родини Hipposideridae.

## Поширення
Країни поширення: Індонезія. Живе нижче 1000 м над рівнем моря. Цей вид як відомо, лаштує сідала у вапнякових печерах, невеликими колоніями. Імовірно харчується в навколишньому лісі. 

## Загрози та охорона
Видобуток вапняку й утрати лісів становлять загрозу для цього виду. Не відомо, чи цей вид зустрічається в охоронних територіях.